# Skira
Skira è una casa editrice italiana di libri d'arte, fondata nel 1928 a Losanna, in Svizzera, da Albert Skira.

## Storia
Nel 1928, all’età di ventiquattro anni, Alberto Schira – nato nel 1904 a Ginevra da una famiglia originaria della Valle Onsernone (Canton Ticino) trasferitasi nella Svizzera francese per motivi di lavoro – francesizza il suo nome e fonda a Losanna la società Albert Skira-Livres d’art. Di lì a poco la sede centrale viene trasferita a Ginevra, dove diventa presto un punto di riferimento per gli ambienti artistici europei. Celebri sono le sue pubblicazioni delle Metamorfosi di Ovidio, illustrate da Picasso, e le Poésies di Stéphane Mallarmé accompagnate da alcune incisioni di Matisse.
Il primo, modestissimo ufficio di Albert Skira è una stanzetta all’interno dell’Hôtel de la Cloche. Il giovane riesce a incontrare Pablo Picasso, che aveva insistentemente cercato per iniziare la sua attività di editore con l'artista, e accetta di buon grado di aspettare quasi tre anni perché il pittore gli consegni nel 1931 le trenta acqueforti per le Metamorfosi di Ovidio. Quelle incisioni ad alto contenuto carnale, ricche di sensualità e dominate dal tema della morte, comporranno il primo volume di Skira: solo centoquarantacinque copie, tirate su carta raffinata, che escono il 25 ottobre 1931, giorno del cinquantesimo compleanno dell’artista. Tra Picasso e Skira una duratura amicizia si intreccerà a una intensa collaborazione: lo spagnolo ispirerà tra l’altro Minotaure, la pubblicazione organo dei surrealisti, destinata a rivoluzionare l’orizzonte delle riviste d’arte e quello dell’arte stessa. A Picasso è dedicato anche uno dei primi libri della serie contemporanea della collana Les Trésors de la Peinture française, con testo di Tristan Tzara, uscito nel 1948. Skira e Picasso continueranno a incontrarsi, spesso nell’atelier parigino dell’artista, fino al 1973, anno della morte di entrambi.
Quando Albert Skira gli propone di illustrare le poesie di Stéphane Mallarmé, Henri Matisse ha superato i sessant’anni. Il libro, illustrato con ventinove rarefatte acqueforti, esce nel 1932 in centoquarantacinque copie numerate. Protagonista attivo di tutte le iniziative editoriali della prima Skira, Matisse partecipa alle varie stesure di Minotaure, per cui disegna anche una copertina di inconfondibile essenzialità, progetta collane e libri d’artista. Sue sono le centoventisei tavole dell’ambizioso Florilège des amours de Ronsard, ideato nel 1941 ma stampato solo sette anni più tardi. A Matisse, come a Picasso, Skira dedica uno dei primi volumi della sezione contemporanea della collana Les Trésors de la Peinture française con un memorabile testo a firma di Louis Aragon intitolato Matisse. Apologie du luxe.
Nel 1933, con Albert Skira non ancora trentenne, nasce appunto Minotaure, la rivista ufficiale del surrealismo, sulle cui pagine l’intero movimento trova un momento di espressione assoluta e libera: con i due mentori André Breton e Paul Éluard, con Miró, Giacometti, De Chirico, Magritte, Tanguy, Matta, Man Ray, cui si uniscono tra gli ispiratori Picasso, Matisse, Dalí, Derain e Balthus.
Minotaure esprime e interpreta a tutto campo la realtà intellettuale contemporanea, spaziando dall’arte alla psicanalisi – con la pubblicazione dei primi testi di Lacan – alla letteratura, alla musica, all’archeologia, all’architettura, alla fotografia. Nel luglio 1934 escono i duecentodieci esemplari di Les Chants de Maldoror di Lautréamont, uno dei libri più amati dai surrealisti, illustrati con quarantadue incisioni di Salvador Dalí.
Una biblioteca-museo dove sarà riunita una selezione dei principali capolavori della scuola francese: è la dichiarazione di intenti di Albert Skira a proposito di Les Trésors de la Peinture française, libri di grande formato arricchiti da riproduzioni memorabili che escono dalla nicchia dei libri d’artista. L’esordio avviene nel 1937 con Jean-Antoine Watteau; seguirà una ventina di titoli, che coprono tutti i secoli, dai primitivi a Toulouse-Lautrec, Henri Rousseau e Maurice Utrillo.
Terminata la breve esperienza di Minotaure (undici numeri in sei anni), il dibattito intellettuale prosegue su Labyrinthe, il cui primo numero nasce nel 1944 da un’idea di Alberto Giacometti, quella di creare "un ponte tra artisti e intellettuali di oggi e di prima della guerra" e uscire così dal labirinto. Labyrinthe è un sobrio mensile in formato tabloid, con curatissime illustrazioni in bianco e nero e nomi del calibro di Paul Valéry e Simone de Beauvoir nel comitato di redazione.
Nel 1948 Skira festeggia i vent’anni con la pubblicazione di un piccolo catalogo sulla cui copertina campeggia una testa femminile disegnata da Matisse, destinata a divenire una sorta di logo delle edizioni ginevrine, mentre il testo introduttivo è affidato a Paul Éluard. Tra le pagine del piccolo libro sfilano i principali artisti, letterati e pensatori contemporanei di area francofona. In vent’anni Skira si è consolidato come uno dei marchi più rappresentativi dell’editoria di arte e di cultura francese. Ha saputo legare a sé prestigiosi intellettuali, artisti, scrittori, che accompagnano nel tempo la crescita della casa editrice formando una rete ante litteram. Da Aragon a Tzara, sono vicinissimi al marchio ginevrino tanti uomini che hanno fatto grande la cultura francese del Novecento. Gli anni cinquanta e sessanta segnano il decollo sulla scena internazionale.
Nascono i famosi Grandi Libri con le tavole applicate, riprodotte e stampate a un livello di qualità impensabile per quegli anni. L’articolazione e l’ambizione delle collane va dalle grandi storie della pittura (italiana, francese, fiamminga) ai tesori delle civiltà orientali, all’attenzione per i fenomeni emergenti del contemporaneo, come l’affermarsi della grande arte americana. Tra gli autori ci sono i massimi storici dell’arte del momento, da Lionello Venturi ad André Chastel, a Giulio Carlo Argan, ma anche letterati e poeti come Louis Aragon, Roland Barthes e Jacques Prévert. Skira pubblica in tutte le lingue con il proprio marchio.
Nel 1973 Albert Skira muore prematuramente nello stesso anno dell’amico Picasso. La famiglia, e in particolare la moglie Rosabianca, figlia di Lionello Venturi, cerca di continuarne l’opera, seguendo le orme del fondatore e riproponendo le formule che avevano decretato il successo internazionale della casa editrice.

## Nuovi assetti societari
Successivamente la casa editrice diventa di proprietà di Flammarion, quindi di Edipresse, per poi tornare alla famiglia.
Nel 1996 Giorgio Fantoni e Massimo Vitta Zelman acquistano dapprima il marchio Skira, e rilevano in seguito l’intera società, creando una nuova sede a Milano in concomitanza con la sede a Ginevra. Sotto la guida del comitato scientifico composto da Federico Zeri, Carlo Bertelli, Vittorio Gregotti, Germano Celant, Emilio Tadini e Pierluigi Cerri, la casa editrice si rivolge nuovamente ad un mercato sovranazionale riprendendo a pubblicare e distribuire volumi in più lingue dedicati alle arti visive cui si aggiungono architettura e design, archeologia e arti primitive, fotografia e costume.
Skira si occuperà poi anche di mostre e di cataloghi di esposizioni; dalla fine degli anni Novanta all'attività editoriale si aggiunge la produzione di eventi espositivi.
Nel maggio 2020 entrano nel capital della casa editrice Carlo De Benedetti (con il 15%) e Massimo Moratti (con il 7,5%). Rimane a Massimo Vitta Zelman il 77,5%.